# John Moulder-Brown

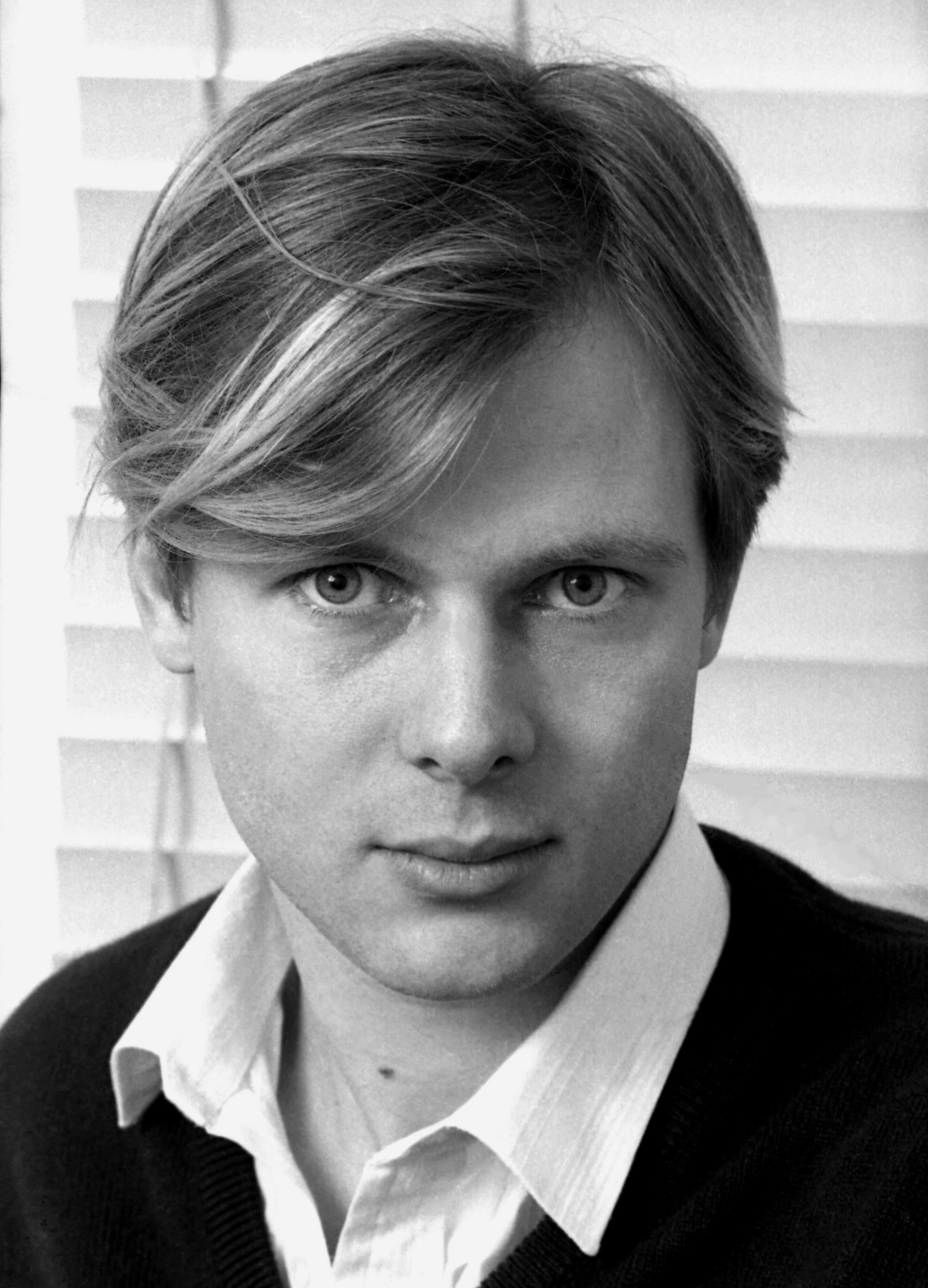
John Moulder-Brown (1979)

John Moulder-Brown (* 3. Juni 1953 in London, England) ist ein britischer Schauspieler.

## Leben und Werdegang
John Moulder-Brown wurde als Sohn eines Majors geboren und kam bereits mit rund fünf Jahren zu ersten Filmrollen, die zunächst klein ausfielen, mit der Zeit allerdings größer wurden. 1964 bekam er eine der Hauptrollen in der Kinderserie Achtung: Bissiger Hund und 1968 war er als Geissenpeter in Heidi kehrt heim an der Seite von Maximilian Schell und Michael Redgrave zu sehen.
Seine wohl erfolgreichste Zeit als Filmschauspieler erlebte Moulder-Brown Anfang der 1970er-Jahre, als er vor allem in jungenhaften, emotional intensiven Rollen auftrat. Er erhielt die männliche Hauptrolle eines jungen Liebhabers in Maximilian Schells Literaturverfilmung Erste Liebe nach der Novelle von Iwan Turgenew, der zwar eine Oscar-Nominierung einfuhr, aber an den Kinokassen wenig Beachtung fand. Durch Erste Liebe wurde allerdings der Regisseur Jerzy Skolimowski auf Moulder-Brown aufmerksam und verpflichtete ihn für seinen aufsehenerregenden Skandalfilm Deep End. In diesem verkörpert Moulder-Brown einen 15-jährigen Jugendlichen, der sich mit fatalen Konsequenzen im Schwimmbad in eine erwachsene, verlobte Frau verliebt. 1972 spielte er die Heldenrolle im Hammer-Horrorfilm Circus der Vampire und war in einer Nebenrolle in Luchino Viscontis Filmepos Ludwig II als wahnsinnig werdender Otto von Bayern zu sehen.
In den 1970er- und 1980er-Jahren spielte Moulder-Brown vermehrt Theater, während er in weniger beachteten internationalen Kinofilmen sowie verschiedenen Fernsehproduktionen – darunter Adaptionen von Shakespeares Wie es euch gefällt und George Eliots Die Mühle am Floss – auftrat. 1982 verkörperte er in der deutschen Miniserie Bekenntnisse des Hochstaplers Felix Krull nach dem gleichnamigen Roman von Thomas Mann die Titelrolle des charmanten und attraktiven Hochstaplers. Seit Ende der 1980er-Jahre stand Moulder-Brown nur noch vereinzelt vor der Kamera, zuletzt im Jahr 2010 in dem Historienfilm Young Alexander the Great, in dem er dessen Vater Philipp von Makedonien spielte. 1997 gründete Moulder-Brown die Schauspielschule Academy of Creative Training in Brighton, die dort bis heute existiert.

## Filmografie (Auswahl)
- 1958: Carve Her Name with Pride
- 1958: Die letzte Nacht der Titanic (A Night to Remember)
- 1958: Der Mann ohne Nerven (The Man Inside)
- 1959: Der Weg nach oben (Room at the Top)
- 1960: Dreimal Liebe täglich (Doctor in Love)
- 1961: Two Living, One Dead
- 1961: The Missing Note
- 1963: 55 Tage in Peking (55 Days at Peking)
- 1964: Achtung: Bissiger Hund! (Beware of the Dog, Fernsehserie, 6 Folgen)
- 1964: Becket
- 1964: Go Kart Go
- 1965: Kinder, Gauner und ein Dampfroß (Runaway Railway)
- 1965: Der Onkel (The Uncle)
- 1965: Kennwort „Schweres Wasser“ (The Heroes of Telemark)
- 1966: Unternehmen III. Klasse (Operation Third Form)
- 1966: Weavers Green (Fernsehserie, 5 Folgen)
- 1967: Ein Hornvieh mit Namen Amalie (Calamity the Cow)
- 1968: The Devil in the Fog (Fernsehserie, 5 Folgen)
- 1968: Heidi kehrt heim (Heidi, Fernsehfilm)
- 1968: Jungs aus der Paulstraße (A Pál utcai fiúk)
- 1969: Das Versteck (La Residencia)
- 1970: Erste Liebe (First Love – Die Geschichte einer Liebe)
- 1970: Deep End
- 1972: Circus der Vampire (Vampire Circus)
- 1972: König, Dame, Bube (King, Queen, Knave)
- 1973: Ludwig II. (Ludwig)
- 1974: Die Stiefmutter (La Madrastra)
- 1974: Dites-le avec des fleurs
- 1975: Juego de amor prohibido
- 1978: As You Like It (Fernsehfilm)
- 1978: The Mill on the Floss (Fernseh-Miniserie, 5 Folgen)
- 1979: Confessions from the David Galaxy Affair
- 1979: A Moment in Time (Fernsehserie, 3 Folgen)
- 1981: Afrikanische Tragödie (Gräset sjunger)
- 1982: Bekenntnisse des Hochstaplers Felix Krull (Fernseh-Miniserie, 5 Folgen)
- 1985: Jenny's War (Fernsehserie, 3 Folgen)
- 1985: Family Ties Vacation (Fernsehfilm)
- 1986: Claudia
- 1986: Funkende Liebe (L’étincelle)
- 1987: Miss Marple – Ruhe unsanft (Miss Marple: Sleeping Murder, Fernsehfilm)
- 1987: Rumpelstilzchen (Rumpelstiltskin)
- 1987: Howards' Way (Fernsehserie, 5 Folgen)
- 1991: The Bill (Fernsehserie, 1 Folge)
- 1992: Casualty (Fernsehserie, 1 Folge)
- 2010: Young Alexander the Great